# 浪速神社
浪速神社（なにわじんじゃ）は、大阪市浪速区浪速西にある神社。坐摩神社の境外末社。

## 祭神
- 主祭神 - 坐摩大神、猿田彦大神、白髭大神

## 歴史
本社の坐摩神社と同じ五柱の神を坐摩大神として祀り、猿田彦大神を併せて祀る。
坐摩神社の守護集団であった渡辺氏の一部が移住してきた際、境外末社として建立したものである。

## 境内
- 本殿
- 社務所
- 相撲場

### 境内末社
- 白金大神
- 白辰大神
- 白髭稲荷大神

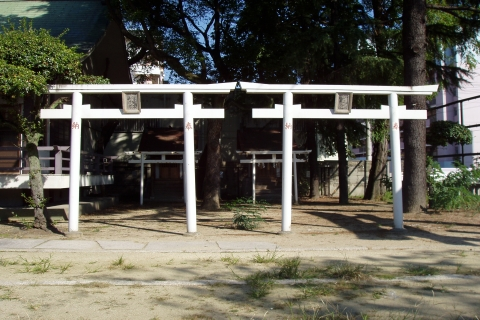
浪速神社境内末社正面（白金大神（右）、白辰大神（左））
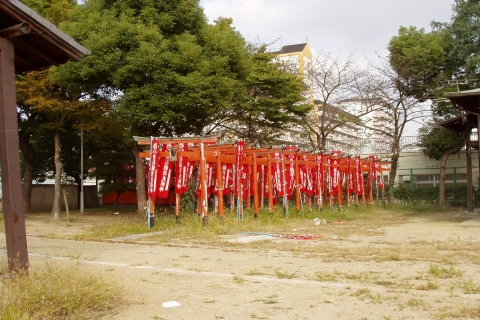
浪速神社境内末社白髭稲荷大神
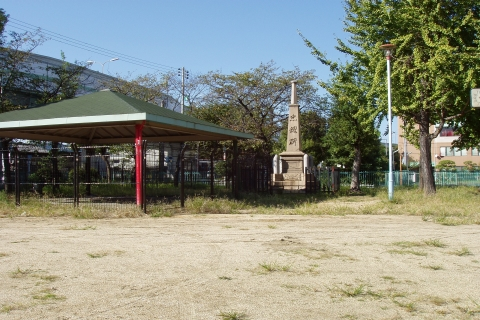
忠魂碑と相撲場
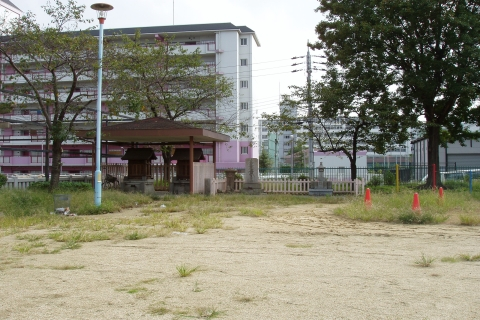
無縁仏供養塔

## 祭事
- 元旦祭
- 春祭
- 夏祭 - 7月21日、7月22日には布団太鼓の巡行が行われる。
- 秋祭

## 所在地
- 大阪府大阪市浪速区浪速西3丁目10-23

## アクセス
- JR関西本線（大和路線）・大阪環状線 今宮駅より徒歩約14分
- 南海電鉄汐見橋線 木津川駅より徒歩約6分